# Alopecosa kronebergi
Alopecosa kronebergi este o specie de păianjeni din genul Alopecosa, familia Lycosidae, descrisă de Andreeva, 1976. Conform Catalogue of Life specia Alopecosa kronebergi nu are subspecii cunoscute.